# Alsbach (Neuhaus am Rennweg)
Alsbach ist ein Ort des Ortsteils Scheibe-Alsbach der Stadt Neuhaus am Rennweg im Landkreis Sonneberg in Thüringen.

## Lage
Alsbach liegt bis 750 Meter über NN im Thüringer Schiefergebirge. Das Gebirgsdorf wird im Süden vom Rennsteig begrenzt, und im Norden schließt sich Scheibe an.

## Geschichte
Am 8. August 1711 wurde Alsbach (auch Altesbach, Altsbach) erstmals urkundlich erwähnt.
Am 7. August 1711 hatte der Glasmachermeister Hans Nicolaus Greiner aus Schmalenbuche die Erlaubnis des Landesfürsten Ludwig Friedrich von Schwarzburg-Rudolstadt, eine Glashütte und eine Schankwirtschaft auf dem Hohen Walde über dem oberen Alsbach, dicht oben an der Landesgrenze mit 16 Acker Landes zu begründen. In einem Bericht vom Juni 1736 zeigen sich die rudolstädtischen Forstbeamten zufrieden mit der Aufbauleistung der Familie Greiner. „Eingezogenen Erkundigungen nach sind diese Glasmeister ohnstrittig die stärksten und vermögendsten in Ihro Hochfürstlichen Landen, welche  ... ihren Handel ziemlich emporgebracht.“ Im harten Konkurrenzkampf mit der benachbarten Glashütte Habichtsbach (der Standort befand sich 500 m oberhalb des heutigen Stausees Scheibe-Alsbach), die einem Vetter Nicol Greiner gehörte, und anderen Glashütten kam es 1735 unter den Mitgliedern der Glasmacherzunft zur Bildung einer „Societät“, um die betriebswirtschaftlichen Grundlagen jeder Hütte zu gewähren. Die Habichtsbacher Glashütte ging jedoch in den folgenden Jahrzehnten zu Grunde und wurde 1764 als Wüstung bezeichnet, ihre letzten Besitzer waren hoch verschuldet. 1784 beabsichtigten zugewanderte Glasmachermeister erneut am Habichtsbach zu produzieren und wurden auf Betreiben der Alsbacher Glasmachern abgewiesen. Ein Meininger Herr von Donop gegründete um 1805 im Habichtsbachtal ein Pochwerk, das bis 1834 Bestand hatte und Quarzsand als Rohstoff für die Glashütten produzierte.
Bis 1918 gehörte der Ort zur Oberherrschaft des Fürstentums Schwarzburg-Rudolstadt. Am 1. Oktober 1923 wurde Alsbach formell in die Gemeinde Scheibe eingemeindet, die dann aber am 13. Februar 1924 in Scheibe-Alsbach umbenannt wurde. Am 31. Dezember 2012 wurde Scheibe-Alsbach in die Stadt Neuhaus am Rennweg eingemeindet.

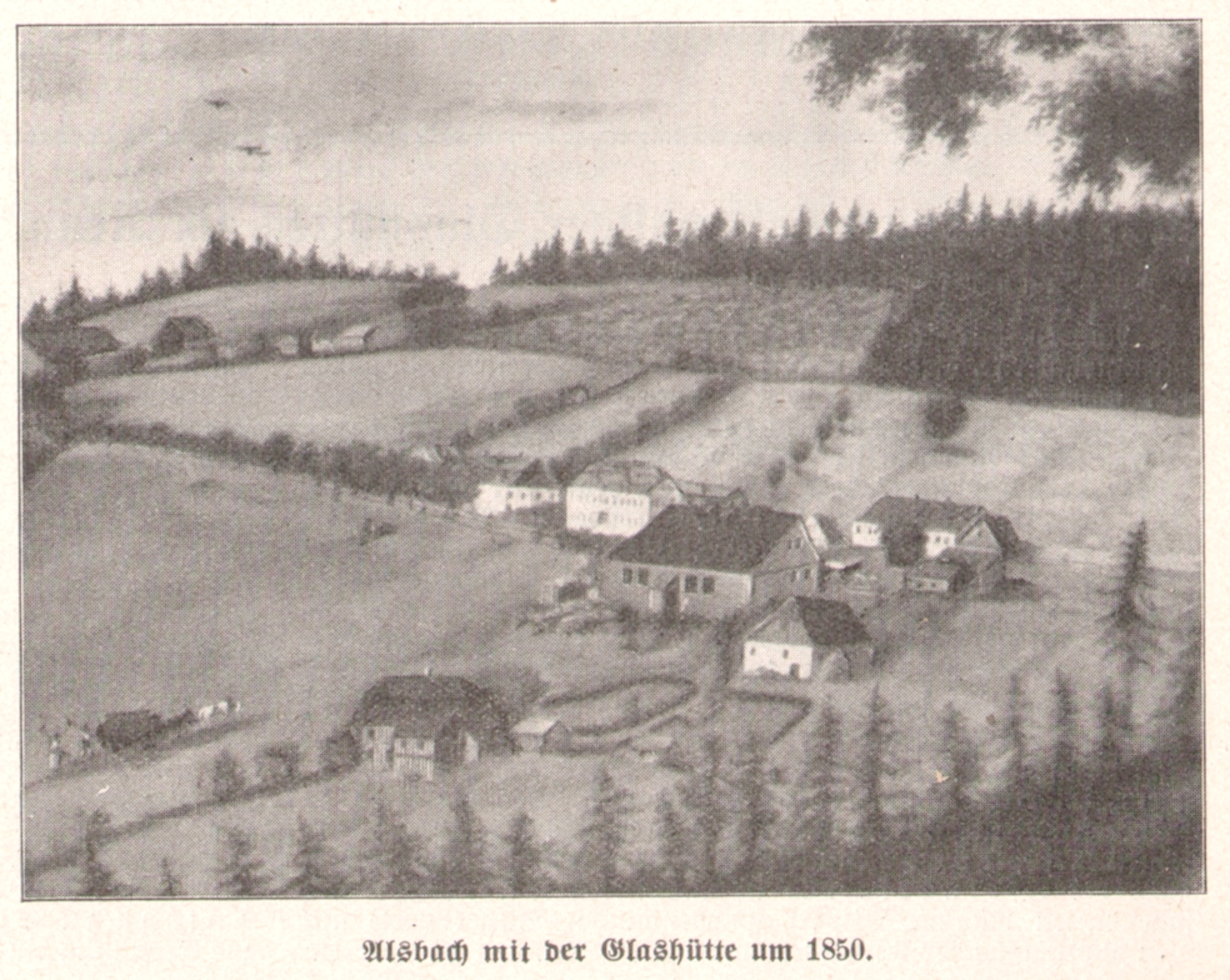
Ortsansicht um 1850